# Divisiones Regionales de Fútbol en Extremadura 2008-09
La temporada 2008/09 de la Regional Preferente de Extremadura, comenzó el 31 de agosto y terminó el 24 de mayo de 2009. Participaron un total de 40 equipos divididos en dos grupos. Por su parte, en la Primera Regional de Extremadura hubo cuatro grupos con 63 participantes en total, tres participantes menos que la temporada anterior.

## Regional Preferente
El sistema de competición fue el mismo que en años anteriores. Encuadrados en dos grupos, se enfrentaron todos contra todos en dos ocasiones -una en campo propio y otra en campo contrario- durante un total de 38 jornadas. El ganador de un partido obtiene tres puntos, el perdedor no suma puntos, y en caso de un empate hay un punto para cada equipo. Al término del campeonato, el equipo que acumula más puntos se proclama campeón y asciende a la tercera división Grupo XIV, y juegan la promoción de ascenso los segundos clasificados.
El Club Atlético Pueblonuevo, el Club Deportivo Santa Amalia y el Sporting Villafranca descendieron a esta división tras ocupar los tres últimos puestos en su grupo de la Tercera División de España 2007/08 y sus puestos en Tercera fueron ocupados por los campeones de la Regional Preferente, la Agrupación Deportiva Ciudad de Plasencia y el CD Santa Marta, junto con la UD Badajoz.
Al finalizar la temporada, quedaron campeones de liga y ascendieron a Tercera el Club Deportivo Coria, que había quedado segundo en la temporada anterior, y el Extremadura UD, que había sido campeón de Primera Regional en 2007/08. El CP Montehermoso, tras ganar la promoción, les acompañó en su pase a Tercera. El ascenso a Segunda B del Cerro de Reyes y el Club Polideportivo Cacereño inutilizó los partidos de esta promoción y permitió volver a Tercera al Sporting Villafranca.

### Grupo 1
|  | Pos. | Equipo                | J  | G  | E  | P  | GF  | GC | Pts |
|  | ---- | --------------------- | -- | -- | -- | -- | --- | -- | --- |
|  | 1    | CD Coria              | 38 | 27 | 7  | 4  | 124 | 44 | 88  |
|  | 2    | CP Montehermoso       | 38 | 26 | 6  | 6  | 84  | 33 | 84  |
|  | 3    | Arroyo CP             | 38 | 23 | 9  | 6  | 105 | 45 | 78  |
|  | 4    | ACD Ciudad de Cáceres | 38 | 22 | 9  | 7  | 72  | 33 | 75  |
|  | 5    | CP Amanecer           | 38 | 20 | 9  | 9  | 59  | 39 | 69  |
|  | 6    | CD Castuera           | 38 | 18 | 8  | 12 | 74  | 57 | 62  |
|  | 7    | Gimnástico Don Benito | 37 | 17 | 10 | 10 | 57  | 39 | 61  |
|  | 8    | CF Trujillo           | 38 | 15 | 10 | 13 | 66  | 60 | 55  |
|  | 9    | CD Hernán Cortés      | 38 | 14 | 10 | 14 | 54  | 54 | 52  |
|  | 10   | AD Sagrada Cena       | 38 | 14 | 9  | 15 | 72  | 74 | 51  |
|  | 11   | CP Chinato            | 38 | 15 | 5  | 18 | 61  | 74 | 50  |
|  | 12   | CP Talayuela          | 38 | 14 | 3  | 21 | 45  | 74 | 45  |
|  | 13   | CP Moraleja           | 38 | 12 | 8  | 18 | 56  | 74 | 44  |
|  | 14   | CD Santa Amalia       | 38 | 12 | 7  | 19 | 55  | 66 | 43  |
|  | 15   | UD Gargáligas         | 38 | 11 | 8  | 19 | 51  | 76 | 41  |
|  | 16   | CP Malpartida         | 38 | 11 | 6  | 21 | 43  | 68 | 39  |
|  | 17   | Orellana Costa Dulce  | 37 | 11 | 6  | 20 | 44  | 69 | 39  |
|  | 18   | AD Ciudad de Trujillo | 38 | 9  | 7  | 22 | 48  | 82 | 34  |
|  | 19   | AD Zurbarán           | 38 | 8  | 9  | 21 | 46  | 81 | 33  |
|  | 20   | CP Brocense           | 38 | 5  | 4  | 29 | 21  | 95 | 19  |

|  | Asciende a Tercera división  |
|  | Promoción de ascenso         |
|  | Desciende a Primera regional |

### Grupo 2
| - | Pos. | Equipo                  | J  | G  | E  | P  | GF  | GC | Pts |
| - | ---- | ----------------------- | -- | -- | -- | -- | --- | -- | --- |
|   | 1    | Extremadura UD          | 38 | 27 | 6  | 5  | 105 | 26 | 87  |
|   | 2    | SP Villafranca          | 38 | 24 | 10 | 4  | 77  | 41 | 82  |
|   | 3    | EF Puebla de la Calzada | 38 | 21 | 4  | 13 | 57  | 45 | 67  |
|   | 4    | Imperio CP B            | 37 | 18 | 8  | 11 | 56  | 38 | 62  |
|   | 5    | CP Alburquerque         | 38 | 18 | 8  | 12 | 49  | 46 | 62  |
|   | 6    | CP Monesterio           | 38 | 18 | 6  | 14 | 69  | 59 | 60  |
|   | 7    | CD Calamonte            | 38 | 15 | 12 | 11 | 42  | 40 | 57  |
|   | 8    | UD Montijo              | 38 | 16 | 8  | 14 | 71  | 59 | 56  |
|   | 9    | Atl. San José Prom.     | 38 | 13 | 12 | 13 | 47  | 53 | 51  |
|   | 10   | CD Guadiana             | 38 | 13 | 10 | 15 | 44  | 50 | 49  |
|   | 11   | CF San Jorge            | 38 | 13 | 9  | 16 | 49  | 53 | 48  |
|   | 12   | UD San Francisco        | 38 | 14 | 5  | 19 | 56  | 68 | 47  |
|   | 13   | CP Oliva                | 37 | 11 | 14 | 12 | 45  | 48 | 47  |
|   | 14   | Atl. Pueblonuevo        | 38 | 13 | 7  | 18 | 58  | 54 | 46  |
|   | 15   | CP Gran Maestre         | 38 | 12 | 9  | 17 | 51  | 48 | 45  |
|   | 16   | UD Talavera             | 38 | 12 | 9  | 17 | 47  | 65 | 45  |
|   | 17   | CF Extremadura          | 38 | 13 | 5  | 20 | 51  | 69 | 44  |
|   | 18   | RCP Valverdeño          | 38 | 12 | 8  | 18 | 46  | 61 | 44  |
|   | 19   | CD Nueva Ciudad         | 38 | 11 | 4  | 23 | 48  | 87 | 37  |
|   | 20   | CP Guareña              | 38 | 6  | 4  | 28 | 24  | 82 | 22  |

|  | Asciende a Tercera división                                                        |
|  | Promoción de ascenso (la jugaron los dos segundos pero se invalidó al subir ambos) |
|  | Desciende a Primera regional                                                       |

## Primera Regional

### Grupo 1
|  | Pos. | Equipo                         | J  | G  | E | P  | GF | GC | Pts |
|  | ---- | ------------------------------ | -- | -- | - | -- | -- | -- | --- |
|  | 1    | C.D.LA ALBUERA-FAESAL          | 22 | 17 | 2 | 3  | 57 | 16 | 53  |
|  | 2    | SAN BENITO, C.F.               | 22 | 14 | 4 | 4  | 58 | 30 | 46  |
|  | 3    | C.P. CHELES                    | 22 | 11 | 6 | 5  | 50 | 33 | 39  |
|  | 4    | C.D. GEVORA                    | 22 | 10 | 2 | 10 | 37 | 37 | 32  |
|  | 5    | C.D. ASUNCION                  | 21 | 10 | 2 | 9  | 46 | 36 | 32  |
|  | 6    | C.D. BARBAÑO                   | 22 | 8  | 6 | 8  | 39 | 48 | 30  |
|  | 7    | C.PVO. VALENCIA DE ALCANTARA   | 22 | 9  | 2 | 11 | 43 | 53 | 29  |
|  | 8    | C.D. TALIGA                    | 22 | 7  | 5 | 10 | 33 | 51 | 26  |
|  | 9    | C.P. MONTE PORRINO-SALVALEO    | 21 | 7  | 4 | 10 | 24 | 39 | 25  |
|  | 10   | C.P. SANVICENTEÑO "B"          | 22 | 6  | 3 | 13 | 37 | 49 | 21  |
|  | 11   | C.D. LA CODOSERA               | 22 | 6  | 3 | 13 | 30 | 45 | 21  |
|  | 12   | A.D. VILLAR DEL REY INDUSTRIAL | 22 | 5  | 3 | 14 | 41 | 58 | 15  |

### Grupo 2
|  | Pos. | Equipo                        | J  | G  | E  | P  | GF | GC | Pts |
|  | ---- | ----------------------------- | -- | -- | -- | -- | -- | -- | --- |
|  | 1    | U.D. FUENTE DE CANTOS         | 33 | 24 | 4  | 5  | 87 | 30 | 76  |
|  | 2    | E.F. EMERITA AUGUSTA          | 33 | 20 | 5  | 8  | 81 | 45 | 65  |
|  | 3    | MERIDA C.F.                   | 33 | 18 | 8  | 7  | 67 | 47 | 62  |
|  | 4    | A.D. LLERENENSE               | 33 | 18 | 6  | 9  | 86 | 38 | 60  |
|  | 5    | C.D. BURGUILLOS               | 32 | 17 | 5  | 10 | 65 | 45 | 56  |
|  | 6    | C.D. SOLANA                   | 33 | 15 | 9  | 9  | 52 | 49 | 54  |
|  | 7    | C.D. TENTUDIA                 | 33 | 16 | 5  | 12 | 42 | 40 | 53  |
|  | 8    | U.D. FREXNENSE                | 33 | 14 | 8  | 11 | 49 | 45 | 50  |
|  | 9    | E.M.D. ACEUCHAL               | 32 | 14 | 7  | 11 | 41 | 44 | 49  |
|  | 10   | U.D. FORNACENSE               | 33 | 15 | 3  | 15 | 62 | 55 | 48  |
|  | 11   | C.D. AZUAGA                   | 33 | 10 | 11 | 12 | 50 | 55 | 41  |
|  | 12   | CAMPILLOS C.F.                | 33 | 11 | 7  | 15 | 57 | 60 | 40  |
|  | 13   | C.D. DON ALVARO               | 33 | 11 | 6  | 16 | 51 | 71 | 39  |
|  | 14   | S.P. RIBEREÑA                 | 33 | 10 | 7  | 16 | 47 | 49 | 37  |
|  | 15   | D. ALFAR-SALVATIERRA          | 33 | 10 | 2  | 21 | 56 | 93 | 32  |
|  | 16   | C.D. BERLANGA                 | 33 | 9  | 2  | 22 | 48 | 89 | 29  |
|  | 17   | U.D. CALZADILLA DE LOS BARROS | 33 | 7  | 4  | 22 | 37 | 82 | 22  |
|  | 18   | U.P. SEGUREÑA                 | 33 | 6  | 3  | 24 | 49 | 90 | 21  |

### Grupo 3
|  | Pos. | Equipo                    | J  | G  | E | P  | GF | GC  | Pts |
|  | ---- | ------------------------- | -- | -- | - | -- | -- | --- | --- |
|  | 1    | C.D. TORVISCAL            | 30 | 25 | 1 | 4  | 84 | 32  | 76  |
|  | 2    | OLYMPIC PELEÑO C.F.       | 30 | 22 | 2 | 6  | 83 | 29  | 68  |
|  | 3    | C.PVO. CAMPANARIO         | 30 | 19 | 3 | 8  | 73 | 34  | 60  |
|  | 4    | C.D. CABEZA DE BUEY       | 30 | 17 | 4 | 9  | 77 | 54  | 55  |
|  | 5    | C.D. TALARRUBIAS          | 30 | 16 | 5 | 9  | 72 | 40  | 53  |
|  | 6    | A.D. ENTRERRIOS           | 30 | 16 | 4 | 10 | 55 | 38  | 52  |
|  | 7    | C.P. RENA                 | 30 | 15 | 4 | 11 | 78 | 57  | 49  |
|  | 8    | S.D. HERRERA              | 30 | 13 | 8 | 9  | 56 | 44  | 47  |
|  | 9    | C.PVO. SAN BARTOLOME      | 30 | 13 | 6 | 11 | 59 | 51  | 45  |
|  | 10   | LOGROSAN C.F.             | 30 | 11 | 4 | 15 | 41 | 55  | 37  |
|  | 11   | U.D. PLUS ULTRA           | 30 | 9  | 4 | 17 | 35 | 74  | 31  |
|  | 12   | C.D. QUINTANA             | 30 | 7  | 4 | 19 | 40 | 80  | 25  |
|  | 13   | C.D. VALDETORRES          | 30 | 8  | 3 | 19 | 33 | 60  | 24  |
|  | 14   | S.P. CASTILBLANCO         | 30 | 6  | 6 | 18 | 36 | 71  | 24  |
|  | 15   | ZORITA, A.D.              | 30 | 6  | 4 | 20 | 40 | 65  | 22  |
|  | 16   | C.D. ESPARRAGOSA DE LARES | 30 | 3  | 6 | 21 | 29 | 107 | 15  |

### Grupo 4
|  | Pos. | Equipo                      | J  | G  | E | P  | GF  | GC  | Pts |
|  | ---- | --------------------------- | -- | -- | - | -- | --- | --- | --- |
|  | 1    | C.P. CACEREÑO "B"           | 29 | 24 | 1 | 4  | 104 | 25  | 73  |
|  | 2    | GRAFICAS LUENGO C.F.NAVALMO | 30 | 21 | 6 | 3  | 86  | 28  | 69  |
|  | 3    | C.D.CACEREÑO A.T.VERACRUZ   | 29 | 15 | 8 | 6  | 55  | 36  | 53  |
|  | 4    | C.F. VILLANUEVA             | 29 | 16 | 4 | 9  | 79  | 42  | 52  |
|  | 5    | A.D. CASAR DE CACERES       | 29 | 16 | 3 | 10 | 36  | 33  | 51  |
|  | 6    | CIUDAD DE CORIA C.F.        | 29 | 14 | 8 | 7  | 67  | 45  | 50  |
|  | 7    | C.F. JARAIZ                 | 30 | 13 | 7 | 10 | 55  | 44  | 46  |
|  | 8    | C.P. PERU-ONCE              | 28 | 12 | 6 | 10 | 41  | 37  | 42  |
|  | 9    | CD MADRIGAL                 | 28 | 11 | 6 | 11 | 55  | 54  | 39  |
|  | 10   | C.D. ALAGON                 | 30 | 10 | 9 | 11 | 45  | 49  | 36  |
|  | 11   | A.D. VALDEFUENTES           | 30 | 10 | 6 | 14 | 46  | 58  | 36  |
|  | 12   | A.D.C. LA CUMBRE            | 28 | 9  | 4 | 15 | 47  | 58  | 28  |
|  | 13   | C.D. TORRECILLAS            | 29 | 7  | 7 | 15 | 38  | 59  | 28  |
|  | 14   | C.P. LOSAREÑO               | 29 | 6  | 6 | 17 | 32  | 65  | 24  |
|  | 15   | C.PVO. PUEBLONUEVO          | 16 | 2  | 2 | 12 | 17  | 54  | 8   |
|  | 16   | C.F. ROSALEJO               | 16 | 2  | 2 | 12 | 18  | 52  | 8   |
|  | 17   | C.F. PIORNAL                | 27 | 2  | 1 | 24 | 24  | 106 | 7   |

| Predecesor: 2007/08 | Divisiones Regionales de Fútbol en Extremadura Temporada 2008/09 | Sucesor: 2009/10 |

- Datos: Q5811627